# Bistum Pasig
Das Bistum Pasig (lat.: Dioecesis Pasigina) ist eine auf den Philippinen gelegene römisch-katholische Diözese mit Sitz in Pasig City.

## Geschichte
Das Bistum Pasig wurde am 28. Juni 2003 durch Papst Johannes Paul II. mit der Apostolischen Konstitution Dei claritas aus Gebietsabtretungen des Erzbistums Manila errichtet und diesem als Suffraganbistum unterstellt. Zum ersten Bischof wurde am selben Tag Francisco Capiral San Diego ernannt, der zuvor Bischof von San Pablo war.

## Bischöfe von Pasig
- Francisco San Diego, 2003–2010
- Mylo Hubert Claudio Vergara, seit 2011